# Pays d'Orthe
El pays d'Orthe (en gascón: país d'Òrta; en euskera: Ortherri) es una comarca (parçan) de Gascuña, en Occitania, en el sur de la Francia, concretamente en la región de Aquitania, en el departamento de Landas, distrito (arrondissement) de Dax.
Su capital histórica es la villa de Peyrehorade (Pèira Horada) que es sede de un cantón.
Se compone de los municipios (comunas) de: Bélus, Cagnotte, Cauneille, Hastingues, Oeyregave, Orist, Orthevielle, Pey, Peyrehorade, Port-de-Lanne, Saint-Etienne-d'Orthe, Saint-Lon-les-Mines y Siest.

## Límites
Al norte con Maremne y Chalosse (subcomarca de Aguais).
Al este con Chalosse (subcomarca de Aguais y Chalosse propiamente dicha).
Al Sur con las provincias vascas de Lapurdi y Baja Navarra.
Al oeste con Gosse y Vasconia (municipios de Guiche, en Labort y Sames, en Baja Navarra).
- Datos: Q3373396